# Outer Sister Island
Outer Sister Island är en ö i Australien. Den ligger i delstaten Tasmanien, i den sydöstra delen av landet, omkring 360 kilometer norr om delstatshuvudstaden Hobart. Arean är 6,0 kvadratkilometer. Den sträcker sig 3,1 kilometer i nord-sydlig riktning, och 4,1 kilometer i öst-västlig riktning.
Genomsnittlig årsnederbörd är 752 millimeter. Den regnigaste månaden är augusti, med i genomsnitt 85 mm nederbörd, och den torraste är januari, med 28 mm nederbörd.